# I Wanna Be Sedated
«I Wanna Be Sedated» — песня американской панк-рок группы Ramones с их четвёртого студийного альбома 1978 года Road to Ruin. В США 10 января следующего, 1978 года она вышла на стороне Б сингла с песней «She’s the One».
Это одна из самых известных песен группы. Как пишет Джина Голдман в своей рецензии на неё на сайте AllMusic, песня следует обычной для работ группы формуле — она «короткая, простая, прилипчивая, с привкусом рок-н-ролла начала 1960-х годов».
В 2004 году журнал Rolling Stone поместил песню «I Wanna Be Sedated» в исполнении группы Ramones на 144 место своего списка «500 величайших песен всех времён».
В списке 2011 года песня находится на 145 месте.
Также песня, в частности, вошла (опять же в оригинальном исполнении группы Ramones) в составленный журналом «Тайм» в 2011 году список All-TIME 100 Songs (список 100 лучших песен с момента основания в 1923 году журнала «Тайм»).